# Roy Spiekerman van Weezelenburg
Roy Spiekerman van Weezelenburg (1940) is een Nederlands officier. Hij was generaal-majoor van de Mariniers en commandant van het Korps Mariniers.
In 1998 werd Spiekerman van Weezelenburg Kanselier der Nederlandse Orden. Hij was de eerste kanselier die geen Militaire Willems-Orde draagt. Kanselier Spiekerman van Weezelenburg stelde in 2002 voor het eerst een officiële Draagvolgorde van de Nederlandse onderscheidingen vast. Daarnaast was hij betrokken bij de grondige herziening van de Nederlandse ridderorden in 1988 en 1994. In de wet werd in 1994 een kapittel voor de civiele orden ingesteld waarvan Spiekerman van Weezelenburg de eerste voorzitter was. Hij zat ook het Kapittel van de Militaire Willems-Orde voor.